# Municipio de Clearwater (Míchigan)
El municipio de Clearwater (en inglés: Clearwater Township) es un municipio ubicado en el condado de Kalkaska en el estado estadounidense de Míchigan. En el año 2010 tenía una población de 2444 habitantes y una densidad poblacional de 27,93 personas por km².

## Geografía
El municipio de Clearwater se encuentra ubicado en las coordenadas 44°48′41″N 85°16′14″O / 44.81139, -85.27056. Según la Oficina del Censo de los Estados Unidos, el municipio tiene una superficie total de 87.52 km², de la cual 80,72 km² corresponden a tierra firme y (7,76 %) 6,79 km² es agua.

## Demografía
Según el censo de 2010, había 2444 personas residiendo en el municipio de Clearwater. La densidad de población era de 27,93 hab./km². De los 2444 habitantes, el municipio de Clearwater estaba compuesto por el 96,56 % blancos, el 0,25 % eran afroamericanos, el 0,45 % eran amerindios, el 0,12 % eran asiáticos, el 0,08 % eran de otras razas y el 2,54 % eran de una mezcla de razas. Del total de la población el 0,94 % eran hispanos o latinos de cualquier raza.